# Lisičarka
Lisičarka (lat. Cantharellus cibarius), jestiva je gljiva. Možda čak i najpoznatija iz porodice Cantharellus, ako ne i najpoznatija iz porodice Cantharellaceae. Narandžasto-žuta levkastog izgleda, raste obično u grupi gljiva iz iste porodice u simbiozi sa korenom listopadnog i zimzelenog drveća, najčešće hrasta i jela.
Razvija se obavezno ispod dubljeg sloja lišća, iglica ili zemlje, i kraj hrastova i borova. Na zapuštenim njivama ili poljima sa kržljavom travom, ako su oivičena drvećem, razvijaju se velike kolonije, pritom i veliki primjerci, a nerijetko i u grmu po nekoliko zajedno. Može se naći i blizu obale, ali nikad ne u dodiru sa morskim kapljicama, sve do duboko u Hercegovini i Crnoj Gori, gdje posebno kraj cerova i medunaca, mogu biti džinovske veličine. Jedan primjerak južno od Bileće mjerio je: klobuk 18 centimetara širok i 8 centimetara visok, stručak 16 centimetara visok i 8 centimetara debeo u vrhu. Čini se da ovakvi primjerci ipak ne idu sjevernije od srednjojadranskih ostrva.
Lisičarke se koriste u mnogim kulinarskim jelima, i mogu se sačuvati sušenjem ili zamrzavanjem. Prilikom sušenja ne treba koristiti rernu, jer pečurka može postati gorka.

## Opis
Gljivu je lako otkriti i prepoznati u prirodi. Telo je široko 3—10 cm (1—4 in) i visoko 5—10 cm (2—4 in). Boja varira od žute do tamno žute. Na klobuku pečurke će se pojaviti crvene mrlje ako je oštećena. Pečurke lisičarke imaju slabu aromu i ukus kajsije.
Treba paziti da se ova vrsta ne pomeša sa opasno otrovnom Omphalotus illudens.

## Anatomija

### Klobuk
Klobuk je uobičajeno 5-10 centimetara, a maksimalno i vrlo rijetko i do 18 centimetara. U početku dosta pravilno hemisferičan, zatim ubrzo spljošten, tanjurasтo udubljen ili ljevkast, većinom, sa dosta jama i grba. Rub u mladosti je gotovo spiralno podvrnut, no i sve do kraja ostaje podvrnut barem malo ili sa barem jedne strane, iako postaje sve tanji i oštriji, valovitiji i kovrčaviji. Kožica je suva i bez sjaja, kao zamagljena, gola,no često puca na sitne čestice. U osnovi je mliječnobijele boje, ponekad sa kožnatom primjesom, ponekad kao vrhnje, ali preko te osnove je posvuda, u širim poljimima ili samo sa jedne strane intenzivno ljubičaste boje. Ova ljubičasta boja je izraženija kod primjeraka koji su pokriveni najdubljim slojem lišća, iglica ili zemlje; primjerci koji su izloženi svjetlu se ili djelimično ili sasvim gubi. Svaki mladi primjerak koji iskopamo iz zemlje je cijelom površinom ljubičast.

### Prutići
Prutići su nalik na listiće i smješteni kao i oni sa donje strane klobuka, a većinom su malobrojni; pod samim rubom su gušći, tanji i žiličasto razgranjeniji, a po hrptu oštriji, nadolje sve širi ali i plići, i sve razrjeđeniji, a po hrptu nagrizeni. Često se tako plitko spuštaju da iščezavaju, da bi nakon prekida opet nastavili da teku u zamišljenom ravnom produžetku. Često su veoma anastomizirani, sa mnogo vrlo kratkih pokrajnjih žilica, koje, ipak, ne dopiru uvijek do susjednog rebra, nego se i same kao ponornica naglo prekidaju. Cio himenij, i prutići i ravna osnova između njih, takođe je mliječnobijele boje, tek kod starijih postaje malo krem. Okrnjeni i prignječeni dijelovi postaju okeržuti.

### Stručak
Stručak je, kao i klobuk, vrlo masivan, u vrhu proširen, tada postepeno uži do otprilike jedne trećine ili polovine, a nadolje većinom valjkast, no ponekad i kao klin sužen, ali odozdo zatupljen, ne završava u korjenčić. Vrlo duboko je pod zemljom, prije nego će proviriti na svjetlo dana, može se već zajedno sa klobukom potpuno razviti. I on je mliječnbijele boje, a smeđe fleke potiču od zemlje, gline ili crvenice. Vrlo je tvrd, uvijek pun, ni u starosti se cjevasto ne prošupljuje. Sitno vlaknasto, gotovo končasto tu i tamo pokriven, ponekad uzdužno žljebovit, ponekad se počinje prema gore razgranjivati, pri tome taj proces ne bude završen, kao što se ponekad događa u obične lisičice.

### Meso
Meso je tvrdo, vlaknasto i cijepa se u širim trakama cijelom dužinom. Obično je mliječno ili kao vrhnje bijelo, prema površini ne postaje žuće, već je uvijek istog tona. Ukus malo kupi usta, bez mirisa je ili ga eventualno povuče od zemlje.

## Mikroskopija
Spore bledožute, elipsaste, 8-10 x 4.5-6.5 µm.

## Stanište i rasprostranjenost
U listopadnim i zimzelenim šumama, u nizijskom, brdovitom i planinskom području. Najčešća je u listopadnim šumama uz bukve i hrastove, gde se na pojedinim mestima može naći u mahovini u velikim količinama.

## Jestivost
Dalmatinska lisičica je vrlo aromatična i ukusna gljiva, ali je kao i obična lisičica vlaknasto tvrda, te zbog toga teško probavljiva, sa malo hranjivih sastojaka i mnogo vitamina. Jedna od najcenjenijih i najboljih jestivih vrsta gljiva. Puno se skuplja za jelo, jako dobro poznata među narodom. Bogata vitaminom C. Zbog žilavog mesa malo teže svarljiva. Pogodna za razne načine pripreme, dobra za sušenje i kiseljenje.

## Doba rasta
Od kraja proleća do kraja jeseni.

## Taksonomija
Nekada su sve žute ili zlatne lisičarke u Severnoj Americi bile klasifikovane kao Cantharellus cibarius. Koristeći DNK analizu, pokazalo se da su one grupa srodnih vrsta poznatih kao Cantharellus cibarius grupa ili kompleks vrsta, sa C. cibarius sensu stricto ograničenom na Evropu. Godine 1997, pacifička zlatna lisičarka (C. formosus) i C. cibarius var. roseocanus su identifikovane, a zatim C. cascadensis 2003. i C. californicus 2008. godine. Godine 2018. opisana je i sekvencionirana azijska vrsta koja pripada kompleksu C. cibarius, C. anzutake, zabeležena u Japanu i Koreji.

## Slične vrste
Druge vrste jestivih lisičica, kao npr. Cantharellus friesii, koja naraste manja i jarke je narandžaste boje šešira ili Cantharellus amethysteus kojoj je šešir prekriven ljuskicama ljubičaste boje.
Od tipične lisičice, Cantharellus cibarius, koja je i na Mediteranu vrlo česta, razlikuje se svojim bijelim himenijem i stučkom, kao i veličinom. Od var. pallidus razlikuje se ljubičastim tonovima po klobuku. Od, isključivo kontinentalnog, var. amethysteus, koji isto tako ima ljubičasti klobuk, razlikuje se ponovo bijelim himenijem i bijelim stručkom, kao i veličinom, te staništem. Konačno, var. alborufescens od razlikuje se veličinom i ljubičastim klobukom. Naravno, postoje i druge sitnije razlike. Na primjer, var. amethysteus ima ljubičasti pigment samo na vrlo sitnim, no ipak nad razinom kožice uzdignutim čehicama, dok je u pallidoamethysteusa sama kožica ujednačeno, kontinuirano ljubičaste boje.

## Literatura
- Marrone, Teresa (2020). Mushrooms of the upper midwest : a simple guide to common mushrooms. Adventure Publications, Inc. ISBN 978-1-59193-960-3. OCLC 1151845587.
- Pilz D, Norvell L, Danell E, Molina R (март 2003). Ecology and management of commercially harvested chanterelle mushrooms. Gen. Tech. Rep. PNW-GTR-576 (PDF). Portland, OR: Department of Agriculture, Forest Service, Pacific Northwest Research Station. Приступљено 2011-03-25.
- Macbride, Thomas H. (1899). The North American slime-moulds; being a list of all species of Myxomycetes hitherto described from North America, including Central America, by Thomas H. Macbride ... New York: Macmillan Co. doi:10.5962/bhl.title.1646.
- Meuninck, Jim (2017). Foraging Mushrooms Oregon: Finding, Identifying, and Preparing Edible Wild Mushrooms. Falcon Guides. стр. 4. ISBN 978-1-4930-2669-2.
- Thorn, R. Greg; Kim, Jee In; Lebeuf, Renée; Voitk, Andrus (2017). „The golden chanterelles of Newfoundland and Labrador: a new species, a new record for North America, and a lost species rediscovered”. Botany. 95 (6): 547—560. doi:10.1139/cjb-2016-0213.
- „Cantharellus cibarius (Golden Chanterelle): Plant Phenology in the United Kingdom”. iNaturalist.org. Приступљено 2018-10-21.
- „Cantharellus cibarius Fr.”. gbif.org. Приступљено 2018-10-21.
- Arora D, Dunham SM (2008). „A new, commercially valuable chanterelle species, Cantharellus californicus sp. nov., associated with live oak in California, USA” (PDF). Economic Botany. 62 (3): 376—91. S2CID 19220345. doi:10.1007/s12231-008-9042-7. Архивирано из оригинала (PDF) 22. 12. 2018. г. Приступљено 21. 05. 2023.
- Boa ER (2004). Wild Edible Fungi: A Global Overview Of Their Use And Importance To People (Non-Wood Forest Products). Food & Agriculture Organization of the UN. ISBN 978-92-5-105157-3.
- Dunham SM; O'Dell TE; Molina R (2003). „Analysis of nrDNA sequences and microsatellite allele frequencies reveals a cryptic chanterelle species Cantharellus cascadensis sp. nov. from the American Pacific Northwest”. Mycological Research. 107 (10): 1163—77. PMID 14635765. doi:10.1017/s0953756203008475.
- Gillaume Eyssartier; Pierre Roux (2013). Le Guide des Champignons France et Europe (на језику: француски). Paris, France: Belin. стр. 586—590. ISBN 978-2-7011-8289-6.
- Fischer DH, Bessette A (1992). Edible Wild Mushrooms of North America: a Field-to-Kitchen Guide. Austin, Texas: University of Texas Press. ISBN 978-0-292-72080-0.
- Dar GH, Bhagat RC, Khan MA (2002). Biodiversity of the Kashmir Himalaya. Anmol Publications PVT. LTD. ISBN 978-81-261-1117-6.
- Persson O. (1997). The Chanterelle Book. Berkeley, California: Ten Speed Press. ISBN 978-0-89815-947-9.
- Redhead SA, Norvell LL, Danell E (1997). „Cantharellus formosus and the Pacific Golden Chanterelle harvest in Western North America”. Mycotaxon. 65: 285—322.
- The entry for C. cibarius in Species Fungorum indicates that C. pallens and C. alborufescens are synonyms of C. cibarius, but have also been defined as varieties or separate species.
- Rochon, Caroline; Paré, David; Pélardy, Nellia; Khasa, Damase P.; Fortin, J. André (2011). „Ecology and productivity of Cantharellus cibarius var. roseocanus in two eastern Canadian jack pine stands”. Botany. 89 (10): 663—675. doi:10.1139/b11-058.

## Spoljašnje veze
- Lisičarka - Hrana Bogova (RTS Kvadratura kruga - Zvanični kanal)
- Cantharellus cibarius  in Index Fungorum